# Moltketurm (Porta Westfalica)
Der Moltketurm ist ein Aussichtsturm auf dem Wittekindsberg im ostwestfälischen Wiehengebirge nahe der Porta Westfalica. Er steht auf der Gemarkung von Barkhausen, einem Stadtteil von Porta Westfalica im nordrhein-westfälischen Kreis Minden-Lübbecke.
Eine Treppe mit 77 Stufen (74 davon innen) führt zur Aussichtsplattform in 13,9 m Höhe. Der Blick auf das umliegende Gebirge, das Wesertal und einen südlichen Bereich der Norddeutschen Tiefebene ist durch die hochgewachsenen Bäume eingeschränkt. 
Der Turm steht auf dem Kamm direkt an der Strecke des Wittekindswegs, einem Abschnitt des Europäischen Fernwanderwegs E11.

## Geschichte
Der 1828/1829 als Aussichtsturm „Wittekindsstein“ auf der höchsten Stelle des Wittekindsbergs (281,48 m) errichtete Turm steht etwa 1 km (Luftlinie) westlich des Kaiser-Wilhelm-Denkmals. Er entstand auf Anregung des Obergeometers Johann Jacob Vorlaender (1799–1886) als Signalpunkt 1. Ordnung für die Landesvermessung auf dem Wittekindsberg. An der Finanzierung war auch Heinrich-Ludwig Schuhmacher (1779–1856) auf Gut Wedigenstein beteiligt, der den Turm später erhöhte und mit einer gesicherten Plattform versah. Damit war er der Öffentlichkeit zugänglich. Als Baumaterial diente Portasandstein.
1906 wurde er zu Ehren des Generalfeldmarschalls Helmuth Karl Bernhard von Moltke (1800–1891), der diese Gegend 1852 besucht hatte, in Moltketurm umbenannt. 1941 erwarb die Gemeinde Barkhausen den Turm zum symbolischen Preis von 1 Reichsmark.